# Karolina Matkowska
Karolina Matkowska (ur. 30 marca 1999 w Gorzowie Wielkopolskim) – polska koszykarka, występująca na pozycji rzucającej.

## Osiągnięcia
Stan na 16 marca 2024, na podstawie, o ile nie zaznaczono inaczej.

### Drużynowe
Seniorskie
- Wicemistrzyni Polski (2019, 2024)
- Brązowa medalistka mistrzostw Polski (2020, 2021, 2023[3])
- Finalistka Pucharu Polski (2023)
- Uczestniczka międzynarodowych rozgrywek Eurocup (od 2019)

Młodzieżowe
- Mistrzyni Polski juniorek (2017)[4]
- Wicemistrzyni Polski juniorek starszych (2017, 2018)[5][6]
- Brązowa medalistka mistrzostw Polski:
  - kadetek (2015)[7]
  - juniorek starszych (2019)[8]

### Indywidualne
- Zaliczona do I składu mistrzostw Polski kadetek (2015)

### Reprezentacja
- Mistrzyni Europy U–18 dywizji B (2017)[9]
- Uczestniczka mistrzostw Europy :
  - U–20 (2019 – 7. miejsce)[10]
  - U–16 dywizji B (2015 – 6. miejsce)[11]